# Gustav Bergman
Gustav Bergman (* 4. prosinec 1990 Stockholm) je švédský reprezentant a čtyřnásobný mistr světa v orientačním běhu. Je držitelem celkem čtyř zlatých, tří stříbrných a dvou bronzových medailí z MS. V současnosti běhá za švédský klub OK Ravinen a patří k oporám švédské reprezentace.
Jeho manželkou je orientační běžkyně a úspěšná švédská reprezentantka Helena Bergman. 

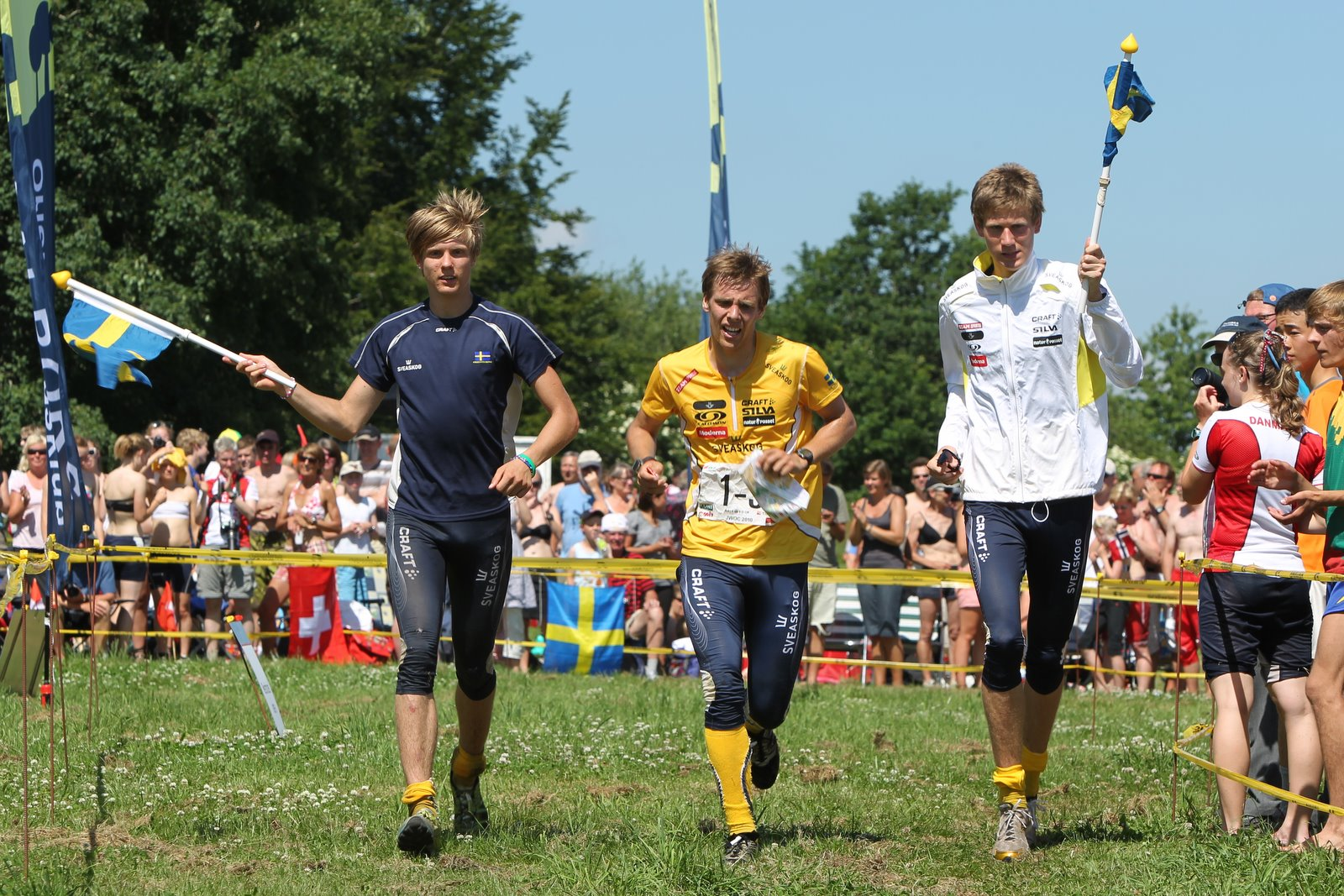
Stříbrní medailisté z JWOC 2010 – Olle Boström, Gustav Bergman, Johan Runesson

## Sportovní kariéra
| Přehled úspěchů na Mistrovství světa juniorů | Přehled úspěchů na Mistrovství světa juniorů | Přehled úspěchů na Mistrovství světa juniorů | Přehled úspěchů na Mistrovství světa juniorů | Přehled úspěchů na Mistrovství světa juniorů |
| Mistrovství světa juniorů                    | Sprint                                       | Middle                                       | Long                                         | Štafety                                      |
| -------------------------------------------- | -------------------------------------------- | -------------------------------------------- | -------------------------------------------- | -------------------------------------------- |
| Göteborg 2008                                | 9. místo                                     | 10. místo                                    | DSQ                                          | X                                            |
| San Martino 2009                             | 9. místo                                     | 1. místo                                     | 7. místo                                     | 1. místo                                     |
| Aalborg 2010                                 | 6. místo                                     | 4. místo                                     | 7. místo                                     | 2. místo                                     |